# 圆桌骑士
圓桌騎士（英語：Knights of the Round Table），或譯成圓桌武士，是中世紀大不列顛素材中亞瑟王朝廷內最高等的騎士，首先出現在諾曼詩人魏斯1155年所寫的《不列顛傳說》中。圓桌騎士的數量依版本而異，從12到150人不等，甚至更多。與有主次和對立關係的長條桌不同，圓桌代表與會者具有平等的權利。
在傳說中，圓桌騎士聽從亞瑟王的命令，以保衛王國和平為己任。15世纪的英国作家托馬斯·馬洛禮爵士將騎士條例描述為：
- 永不暴怒和謀殺
- 永不背叛
- 決不殘忍，給予請求寬恕者以寬恕
- 總是給予女士以援助
- 永不脅迫女士
- 永不因為愛或言辭之利捲入爭吵而戰鬥

## 圓桌騎士成員

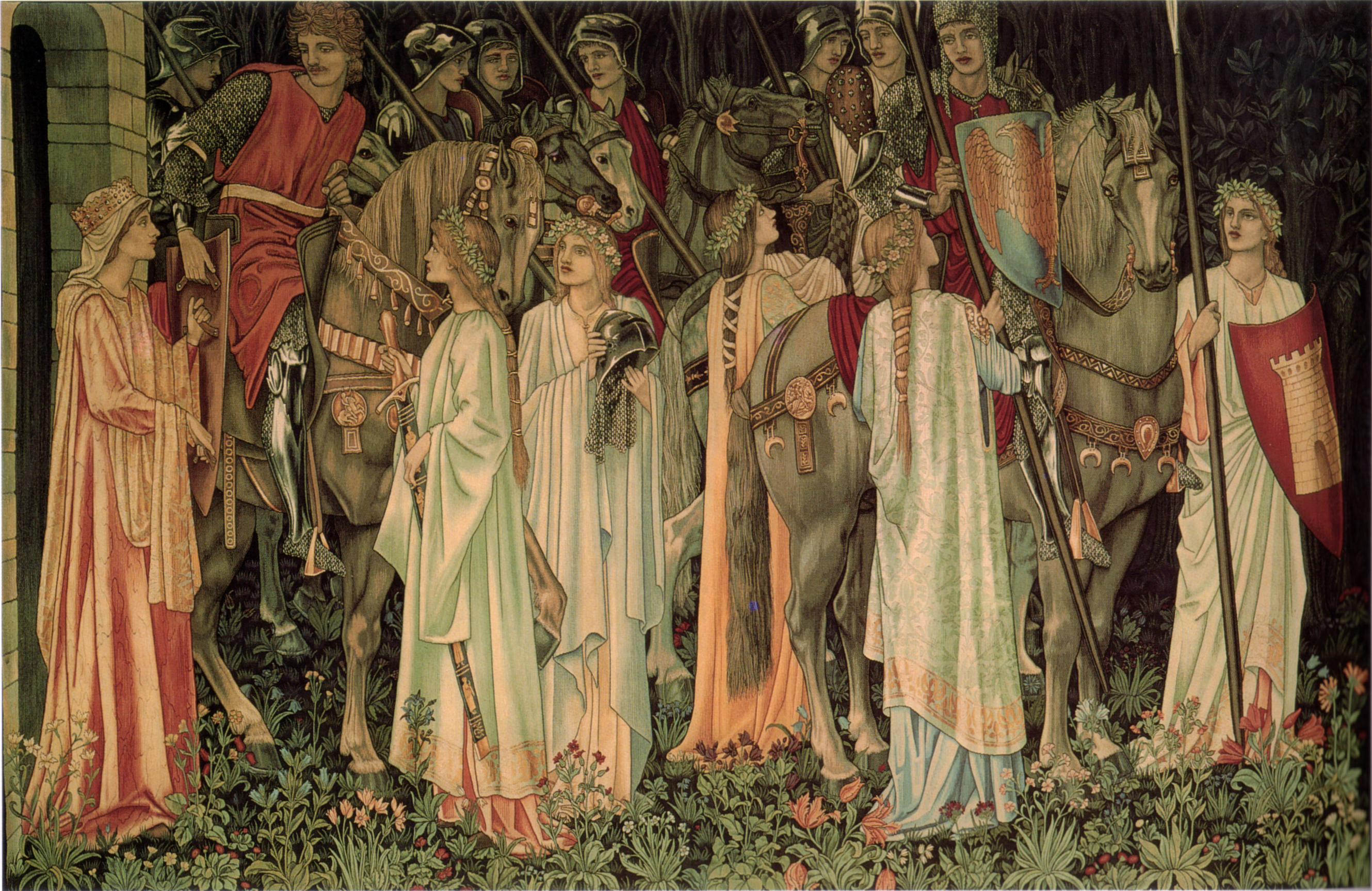
聖杯掛毯描繪騎士們武裝準備出發

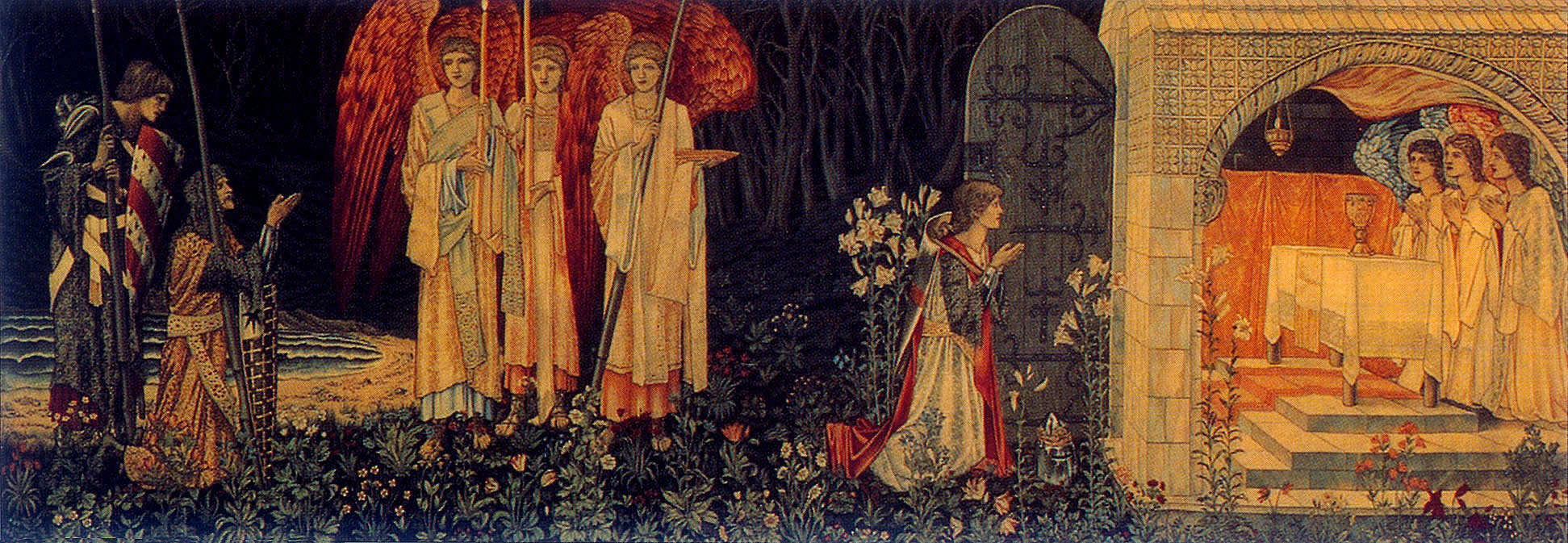
加拉哈德、鲍斯和珀西瓦爾爵士見到聖杯

圓桌騎士的數量依版本而異，有些騎士出現在文獻中的時期較晚，有些根據版本的不同而並非圓桌騎士。其中出現的時期最古老的三名圓桌騎士是貝德維爾、高文和凱爵士。
- 亞格拉賓（英语：Agravain）爵士（Sir Agravain），洛特王（英语：King Lot）之子
- 阿格羅瓦爾（日语：アグロヴァル）爵士（Sir Aglovale），佩里諾爾王之子
- 巴格狄瑪格斯（Bagdemagus）
- 貝德維爾爵士（Sir Bedivere）
- 布魯諾（日语：ブルーノ (アーサー王物語)）爵士（Sir Breunor）
- 鲍斯爵士（Sir Borse），老鮑斯王（King Bors the Elder）之子，三位最终見證神的奇跡的騎士之一，並返回王國向亞瑟王秉告一切
- 卡鐸爾（英语：Cador）爵士（Sir Cador）
- 卡拉道克（Caradoc Vreichvras）
- Sir Colgrevance
- 康斯坦丁三世 (不列顛)（英语：Constantine (Briton)）（Constantine III of Britain），卡鐸爾爵士之子，他在亚瑟死后成为国王
- 達戈尼特（英语：Dagonet）爵士（Sir Dagonet），弄臣
- 丹尼爾（英语：Daniel von dem blühenden Tal），又稱「開花谷的丹尼爾」
- 迪拿丹（日语：ディナダン）爵士（Sir Dinadan），老布魯諾爵士（Sir Brunor the Senior）之子
- 艾克特爵士（Sir Ector），亚瑟的养父，凱爵士的親生父亲，是第一個認可亞瑟王是國王的人
- 艾利安爵士（Sir Elyan the White），鲍斯爵士之子，白色艾利安
- 艾萊克（日语：エレック (アーサー王物語)）爵士（Sir Erec）
- 加荷里斯（英语：Gaheris）爵士（Sir Gaheris），高文的弟弟，最後被蘭斯洛特誤殺
- 加拉哈德爵士（Sir Galahad），他的位置曾是危险之空座（Siege Perilous）
- 加勒赫特（Galehaut）
- 加雷斯爵士（Sir Gareth），高文的弟弟，俗稱美掌公，最後被蘭斯洛特誤殺
- 高文爵士（Gawain, Gawaine, Walganus, Balbhuaidh, Gwalchmai）
- 傑蘭特（英语：Geraint）爵士（Sir Geraint）
- 高加蘭（英语：Gingalain）爵士（Sir Gingalain），最初称为Le Bel Inconnu（"公平的未知"）爵士，高文爵士之子
- 格里弗雷特（英语：Griflet）爵士（Sir Griflet）
- 海克托·德·馬利斯爵士（Sir Hector de Maris），班王（英语：King Ban）之子
- 霍爾王（英语：Hoel）（King Hoel）
- 凱爵士（Sir Kay），亚瑟王的义兄
- 蘭馬洛克爵士（Sir Lamorak）
- 兰斯洛特爵士（Launcelot du Lac），圓桌騎士裡武藝最好的騎士
- 李奧多格蘭（英语：Leodegrance）王（King Leondegrance），格妮薇兒（Guinevere）之父，被委託維持圓桌會議
- 萊昂內爾爵士（Sir Lionel）
- 路坎（日语：ルーカン）爵士（Sir Lucan）
- Sir Maleagant，拐走格妮薇兒的人
- 莫浩斯（日语：マーハウス）爵士（Sir Marhaus）
- 莫德雷德（Mordred），亚瑟的私生子、王国的破坏者
- 帕拉米迪斯（英语：Palamedes (Arthurian legend)）爵士（Sir Palamedes）
- 佩利亞斯（Pelleas）
- 佩里諾爾王（英语：Pellinore）（King Pellinore）
- 珀西瓦里爵士（Sir Percival），三位最终見證神的奇跡的騎士之一
- Sir Safir，帕拉米迪斯爵士的兄弟
- 薩格拉墨（英语：Sagramore）爵士（Sir Sagramore）
- Sir Segwarides，帕拉米迪斯爵士的兄弟
- 托爾（日语：トー (アーサー王伝説)）爵士（Sir Tor）
- 崔斯坦爵士（Tristan du Lac），多愁善感的騎士，圓桌騎士裡武藝第二的騎士
- 尤里安（英语：Urien）王（King Urien）
- 歐文爵士（英语：Ywain）（Sir Ywain／Owain），尤里安王之子
- 私生子歐文爵士（Sir Ywain the Bastard），尤里安王的私生子，意外被高文殺死

## 威尔士传奇中的亞瑟王战士
- Cai the Tall，可以在水下呼吸，他的矛可以製造無法痊癒的傷口，他的體熱可以將雨變為霧，可以隨意變為巨人。後來稱為「Sir Kay」。
- Bedwyr，被稱為「Bedrydant」（完美肌腱），他是獨臂，但可以在戰鬥中比三個人製造更多的殺傷；他是除了亚瑟之外，行動最敏捷的戰士，是Cai的堅定的夥伴。後來稱為「Sir Bedivere」。
- Gwalchmai，Gwyar之子，他從不在沒有完成任務之前歸來。後稱「Sir Gawain」。
- Cador，Cornwall伯爵，他的任務是在戰時給國王提供武裝。
- Kyndelig，嚮導，他在從未去過的地方可以當一個和在自己的地盤一樣好的嚮導。
- Gurhyr Gwalstat，他知道所有語言。
- Meneu，Teirgwed之子，他可以在敵對的地方將戰士們隱身。
- Caradoc，被稱為「Vriechvras」（威爾斯語中意為「強壯的臂膀」）。在Caradoc成為圓桌騎士之後，他的綽號後來成為「Briefbras」（法語中意為「短臂膀」）。

## 外部連結
- Timeless Myths: Round Table（页面存档备份，存于）

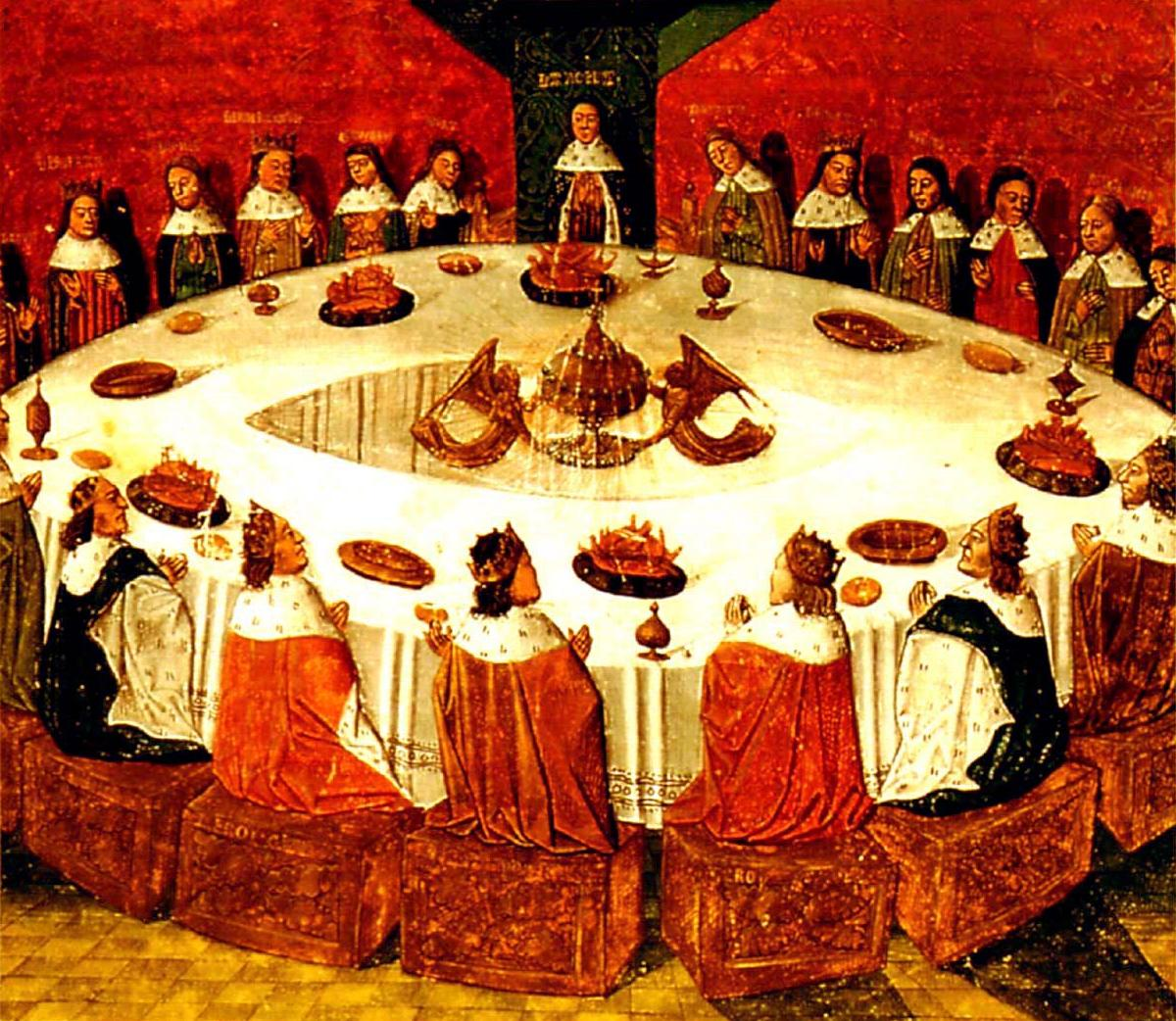
亞瑟王與所有騎士一起主持圓桌會議

- EBK: The Knights of the Round Table